# Gero Nievelstein
Gero Nievelstein (* 29. April 1969 in Mönchengladbach) ist ein deutscher Schauspieler im Theater und Film.

## Leben
Nievelstein besuchte das Maximilian-Kolbe-Gymnasium in Wegberg, wo er 1988 sein Abitur machte. Nach seiner Ausbildung an der Westfälischen Schauspielschule Bochum (1989–1994), die er 1994 mit dem Schauspieldiplom abschloss, hatte er erste Engagements am Schauspielhaus Bochum (Spielzeit 1993/94) und am Stadttheater Gießen (1994–1996). 1996 wechselte er als festes Ensemblemitglied an das damals von Holger Berg geleitete Schauspiel Nürnberg (heute Staatstheater Nürnberg). Dort war er bis 2003 engagiert. 
Weitere Stationen mit Gastengagements waren das Ernst-Deutsch-Theater in Hamburg (2001), die Bad Hersfelder Festspiele (2003/04), das Stadttheater Fürth (2004; 2006), das Staatstheater Braunschweig (Spielzeit 2004/05), erneut das Staatstheater Nürnberg (Spielzeit 2007/08) und die Schauspielbühnen Stuttgart (2008; in Sieben Sonette von John von Düffel). 
Ab der Spielzeit 2009/10 bis 2015 war er festes Ensemblemitglied am Salzburger Landestheater. Von 2015 bis 2018 arbeitete er als freier Schauspieler, bis er 2018 von Klaus Kusenberg ans Theater Regensburg engagiert wurde.
Nievelstein war auch in einigen Film- und Fernsehrollen zu sehen. 2002 hatte er eine Episodenrolle in der Action-Serie Alarm für Cobra 11 – Die Autobahnpolizei; er spielte den Gangster und Entführer Frank Kaschke. 2007/2008 war er in einer wiederkehrenden Nebenrolle als Kriminalpolizist in der ARD-Vorabendserie Marienhof zu sehen. Er wirkte außerdem in einigen Hochschulfilmen und Kurzfilmen mit.
Nievelstein ist seit 2001 Produktionsleiter beim Internationalen Kammermusikfestival in Nürnberg. Von 2003 bis 2009 war er Lehrbeauftragter für Szenische Darstellung an der Hochschule für Musik Würzburg. Seit 2015 ist er Künstlerischer Leiter des Bridging-Arts-Projekts in Salzburg.
Nievelstein ist mit der kanadischen Mezzosopranistin und Bayerischen Kammersängerin Frances Pappas, die ebenfalls einige Jahre am Staatstheater Nürnberg engagiert war, verheiratet und Vater von zwei Kindern. Er lebt in Salzburg und Regensburg.

## Repertoire
Nievelstein spielte als Theaterschauspieler auf der Bühne ein breites Repertoire, das Stücke von William Shakespeare, die deutschsprachigen Autoren der Klassik und Romantik, das Drama der Jahrhundertwende, aber auch zahlreiche Stücke der Moderne und des zeitgenössischen Theaters umfasste.
Zu seinen Rollen gehörten im Laufe seiner Karriere u. a. Romeo in Romeo und Julia, Lorenzo in Der Kaufmann von Venedig, Peter Quince in Ein Sommernachtstraum, die Titelrolle in Nathan der Weise, Oswald in Gespenster, Kostja in Die Möwe, Dr. Mauer in Das weite Land (Landestheater Salzburg, Spielzeit 2014/15), Max in Anatol (Landestheater Salzburg, Spielzeit 2014/15), Nick in Wer hat Angst vor Virginia Woolf?, David Shane in Bullets over Broadway und Professor John in Oleanna von David Mamet (Landestheater Salzburg, Premiere März 2013). 2014 spielte er am Salzburger Landestheater den Mann in dem Dialog-Stück Die schönen Tage von Aranjuez von Peter Handke.
Am Salzburger Landestheater wirkte er außerdem in mehreren Bühnenfassungen von Werken der klassischen Romanliteratur mit. Er spielte Karenin in Anna Karenina, K. in Das Schloß und ohne Unterbrechung die Titelrolle in Homo Faber (Premiere: Spielzeit 2009/10).
In der Spielzeit 2013/14 trat er am Landestheater Salzburg als Vater Efraim Langstrumpf in dem Kinderstück Pippi Langstrumpf auf. In der Spielzeit 2015/16 spielt er am Salzburger Landestheater die Rollen König Triton/Erics Vater in Arielle, die Meerjungfrau. Ab April 2016 übernimmt er am Salzburger Landestheater den Stauffacher in Wilhelm Tell.